# 虫生真菌
虫生真菌（英語：Entomopathogenic fungus）是一类寄生在昆虫、蜘蛛等幼虫或成虫上的真菌。包括子囊菌门粪壳菌纲肉座菌目的虫草科、线虫草科和麦角菌科，以及接合菌门虫霉亚门中的一大类群, 壶菌门壶菌纲中侵染蚊子的一类真菌，担子菌门层菌纲中的隔担耳菌等。